# Палестинци
Палестинци (арап. الفلسطينيون) су арапска етнонационална група пореклом из левантинског региона Палестине. Они представљају веома хомогену заједницу која дели један културни и етнички идентитет, говоре палестински арапски и деле блиске верске, језичке и културне везе са другим левантинским Арапима.
Године 1919, палестински муслимани и хришћани чинили су 90 процената становништва Палестине, непосредно пре трећег таласа јеврејске имиграције и успостављања британске мандатне Палестине након Првог светског рата.  Противљење јеврејској имиграцији подстакло је консолидацију јединственог националног идентитета, иако је палестинско друштво и даље било фрагментирано регионалним, класним, верским и породичним разликама. Историја палестинског националног идентитета је спорно питање међу научницима. За неке, термин „палестински“ се користи да означи националистички концепт палестинског народа од стране палестинских Арапа од краја 19. века и у периоду пре Првог светског рата, док други тврде да палестински идентитет обухвата наслеђе свих епоха од библијских времена до османског периода. Након израелске декларације о независности, протеривања Палестинаца 1948. године, а још више након палестинског егзодуса 1967. године, термин „палестински“ еволуирао је у осећај заједничке будућности у облику тежњи за палестинском државом.
Основана 1964. године, Организација за ослобођење Палестине је кровна организација за групе које представљају палестински народ пред међународним државама. Палестинска национална управа, званично основана 1994. године као резултат споразума из Осла, је привремено административно тело номинално одговорно за управљање палестинским популационим центрима на Западној обали и у Појасу Газе. Од 1978. године, Уједињене нације обележавају годишњи Међународни дан солидарности са палестинским народом. Према речима британског историчара Перија Андерсона, процењује се да је половина становништва на палестинским територијама избеглице и да су колективно претрпели приближно 300 милијарди америчких долара губитака имовине због израелских конфискација, по ценама из 2008–2009. године.
Упркос разним ратовима и егзодусима, отприлике половина светске палестинске популације и даље живи на територији бивше мандатне Палестине, која сада обухвата Израел и окупиране палестинске територије Западне обале и Појаса Газе. У самом Израелу, Палестинци чине скоро 21 проценат становништва као део његових арапских грађана. Многи су палестинске избеглице или интерно расељени Палестинци, укључујући преко 1,4 милиона у Појасу Газе, преко 870.000 на Западној обали, и око 250.000 у самом Израелу. Од палестинског становништва које живи у иностранству, познатог као палестинска дијаспора, више од половине је без држављанства, без легалног држављанства ни у једној земљи. 2,3 милиона дијаспораца је регистровано као избеглице у суседном Јордану, од којих већина има јорданско држављанство; преко милион живи између Сирије и Либана, а око 750.000 живи у Саудијској Арабији, при чему Чиле има највећу концентрацију палестинске дијаспоре (око пола милиона) ван арапског света.